# North Harbour (Avalon)
Pour les articles homonymes, voir North Harbour.
North Harbour est une communauté canadienne située sur la péninsule d'Avalon sur l'île de Terre-Neuve dans la province de Terre-Neuve-et-Labrador. Elle est traversée par la route 92.